# 4027 Mitton
4027 Mitton (1982 DN) là một tiểu hành tinh vành đai chính được phát hiện ngày 21 tháng 2 năm 1982 bởi Edward L. G. Bowell ở Flagstaff (AM).